# کرمپنا
کرمپنا (به لهستانی:  Krempna) یک روستا در لهستان است که در گمینا کرمپنا واقع شده‌است.
 کرمپنا  ۵۰۰ نفر جمعیت دارد.